# Loivre
Loivre település Franciaországban, Marne megyében. Lakosainak száma 1438 fő (2022. január 1.). Loivre Berméricourt, Cauroy-lès-Hermonville, Courcy, Hermonville, Thil és Villers-Franqueux községekkel határos.

## Népesség
A település népességének változása:
| Lakosok száma | 633  | 758  | 925  | 1126 | 1261 | 1276 | 1283 | 1348 | 1380 | 1438 |
|               | 1968 | 1982 | 1990 | 2006 | 2013 | 2015 | 2017 | 2019 | 2020 | 2022 |